# GARNOME
GARNOME — це утиліта для збірки Робочого стола GNOME. Виник, як утиліта, що дозволяє користувачу зібрати робочий стіл GNOME, без знань CVS, нестандартних утиліт збирання та інших «принад» спільної роботи над ПЗ.
Базується на порті GAR, що був створений Ніком Мофітом (Nick Moffitt). Він будує останній тарбольний реліз робочого стола GNOME та включає додаткове ПЗ GNOME 2.x, щоб надати користувачу комфортне десктопне оточення.

## Переваги
Гарноум (GARNOME) має дуже невеликий у порівнянні із Гномом розмір — 198кБ (версія 2.24, 2008 р.). А тому він і значно швидший, і краще реагує на дії користувача.

## Недоліки
Проект практично перестав розвиватися останнім часом. За 2009 рік так і не було випущено жодного релізу. Остання версія 2.24 датується 24 вересня 2008 року.